# Al cuore si comanda
Al cuore si comanda es una película italiana del año 2003 dirigida por Giovanni Morricone, e interpretada por:
- Pierfrancesco Favino: Riccardo
- Claudia Gerini: Lorenza
- Sabrina Impacciatore: Paola
- Pierre Cosso: Giulio
- Giovanni Esposito: Gaetano
- Francesca Antonelli: Chiara
- Elda Alvigini: Clotilde
- Tatiana Lepore: Antonella
- Irene Ivaldi: Simona
- Valentina Carnelutti: Silvietta
- Paola Minaccioni: Veronica
- Conchita Puglisi: Laura
- Vanni Materassi: nonno
- Giuditta Saltarini: madre di Lorenza
- Patrizia Sacchi: Elisa